# Asalebria alida
Asalebria alida är en fjärilsart som beskrevs av Ulrich Roesler 1988. Asalebria alida ingår i släktet Asalebria och familjen mott. Inga underarter finns listade i Catalogue of Life.